# Raveniola chengbuensis
Raveniola chengbuensis là một loài nhện trong họ Nemesiidae.
Raveniola chengbuensis được miêu tả năm 2002 bởi Xu & Yin.